# سن گریگوریو (کالیفرنیا)
سن گریگوریو (به انگلیسی: San Gregorio) یک منطقهٔ مسکونی در ایالات متحده آمریکا است که در شهرستان سن ماتئو، کالیفرنیا واقع شده‌است. سن گریگوریو ۴۳٫۳ کیلومتر مربع مساحت و ۲۱۴ نفر جمعیت دارد و ۲۰ متر بالاتر از سطح دریا واقع شده‌است.